# Bakanou
Bakanou est une localité du sud-est de la Côte d'Ivoire, et appartenant au département de Sikensi, dans la Région des Lagunes. La localité de Bakanou est un chef-lieu de commune.